# Љубав и мржња — Европске приче 3: Свиње и бисери
„Љубав и мржња — Европске приче 3: Свиње и бисери” је кратки филм из 1995. године. Режирао га је Драган Николић који је написао и сценарио.

## Улоге
| Глумац                  | Улога  |
| ----------------------- | ------ |
| Драган Бјелогрлић       | Марко  |
| Владислава Милосављевић | Марија |
| Драган Николић          | Паја   |